# Park Ji-hyo
Đây là một tên người Triều Tiên, họ là Park.
Park Ji-hyo (Hangul: 박지효, Hanja: 朴志效, Hán-Việt: Phác Chí Hiếu, sinh ngày 1 tháng 2 năm 1997), tên khai sinh trước đây là Park Ji-soo (Hangul: 박지수, Hanja: 朴智秀, Hán-Việt: Phác Trí Tú), thường được biết đến với nghệ danh Jihyo là một nữ ca sĩ kiêm nhạc sĩ người Hàn Quốc, trưởng nhóm và giọng ca chính của nhóm nhạc Twice do công ty JYP Entertainment thành lập và quản lý.

## Tiểu sử
Jihyo sinh ngày 1 tháng 2 năm 1997 tại Guri, Gyeonggi-do, Hàn Quốc. Tên khai sinh của cô là Park Ji-soo (박지수).
- Khi còn là học sinh lớp 3, cô tham gia vào cuộc thi Junior Naver và giành vị trí thứ 2 chung cuộc, sau đó cô được một nhân viên của JYP phát hiện. Cô chính thức gia nhập công ty vào ngày 15 tháng 7 năm 2005.[2]
- Trước khi tham gia Sixteen, cô là thực tập sinh 10 năm tại JYP.

## Sự nghiệp

### Trước khi debut
Jihyo đã được dự tính sẽ ra mắt với nhóm nhạc nữ 6mix cùng với 2 thành viên Nayeon và Jeong Yeon trước khi tham gia chương trình tuyển chọn SIXTEEN. Cô xuất hiện và một số chương trình như: Teen Nature CF, Boram’s Model Agency rooster of models, Làm người mẫu runway cho Miss Gee 2013 Spring/Summer Collection, Mnet’s Secret T teaser. Cô cũng đã xuất hiện trong MV "Only You" của nhóm Miss A.

### 2015: Ra mắt vớiTwice
Jihyo được công bố là một thành viên của Twice vào ngày 7 tháng 7 năm 2015 thông qua chương trình tuyển chọn thực tế SIXTEEN. Ngày 20 tháng 10 năm 2015, cô chính thức ra mắt cùng nhóm trong MV đầu tay "Like OOH-AHH" thuộc album The Story Begins.
Cô được chọn là giọng ca chính và là trưởng nhóm của Twice được chính các thành viên của Twice bầu chọn.

## Danh sách đĩa nhạc
| Năm  | Bài hát       | Album                   | Với       |
| ---- | ------------- | ----------------------- | --------- |
| 2017 | Eye Eye Eyes  | Signal                  | Chaeyoung |
| 2017 | 24/7          | Twicetagram             | Nayeon    |
| 2018 | Ho!           | What Is Love?           | N/A       |
| 2018 | Sunset        | Yes or Yes              | N/A       |
| 2019 | Girls Like Us | Fancy You               | N/A       |
| 2019 | Get Loud      | Feel Special            | JQ        |
| 2019 | 21:29         | Feel Special            | Twice     |
| 2020 | Up No More    | Eyes Wide Open          | N/A       |
| 2021 | First Time    | Taste Of Love           | N/A       |
| 2021 | Real You      | Formula of Love: O+T=<3 | N/A       |
| 2021 | Cactus        | Formula of Love: O+T=<3 | N/A       |
| 2022 | Celebrate     | Celebrate               | Twice     |
| 2022 | Trouble       | BETWEEN 1&2             | N/A       |

## Đời tư
Vào tháng 8 năm 2019, các công ty đại diện cho Jihyo và Kang Daniel, một cựu thành viên của Wanna One và người sáng lập Konnect Entertainment, xác nhận rằng họ đang hẹn hò. Sau khi tin tức được công bố, Jihyo và Kang đã đứng đầu danh sách xu hướng của Twitter. Họ được giới truyền thông ví là "cặp đôi quyền lực" mới của K-pop. Vào tháng 11 năm 2020, JYP Entertainment xác nhận rằng cặp đôi đã chia tay vì lịch trình bận rộn.

## Video

### Video âm nhạc
| Năm  | Bài hát            | Album                                                   | Nghệ sĩ | Vai      |                   |
| ---- | ------------------ | ------------------------------------------------------- | ------- | -------- | ----------------- |
| 2015 | Like OOH-AHH       | The Story Begins                                        | Twice   | Bản thân |                   |
| 2016 | Cheer Up           | Page Two                                                | Twice   | Bản thân |                   |
| 2016 | TT                 | Twicecoaster: Lane 1                                    | Twice   | Bản thân |                   |
| 2017 | Knock Knock        | Twicecoaster: Lane 2                                    | Twice   | Bản thân |                   |
| 2017 | Signal             | Signal                                                  | Twice   | Bản thân |                   |
| 2017 | Likey              | Twicetagram                                             | Twice   | Bản thân |                   |
| 2017 | One More Time      |                                                         | Twice   | Bản thân |                   |
| 2017 | Heart Shaker       | Merry & Happy                                           | Twice   | Bản thân |                   |
| 2017 | Merry & Happy      | Merry & Happy                                           | Twice   | Bản thân |                   |
| 2018 | Candy Pop          | BDZ                                                     | Twice   | Bản thân |                   |
| 2018 |                    | Brand New Girl                                          | Twice   | Bản thân | BDZ               |
| 2018 |                    | What Is Love                                            | Twice   | Bản thân | What Is Love?     |
| 2018 |                    | Wake Me Up                                              | Twice   | Bản thân | BDZ               |
| 2018 |                    | I want you back                                         | Twice   | Bản thân | BDZ               |
| 2018 |                    | Dance The Night Away                                    | Twice   | Bản thân | Summer Nights     |
| 2018 |                    | BDZ                                                     | Twice   | Bản thân | BDZ               |
| 2018 |                    | Be as One                                               | Twice   | Bản thân | BDZ               |
| 2018 |                    | Yes Or Yes                                              | Twice   | Bản thân | Yes or Yes        |
| 2018 |                    | The Best Thing I Ever Did                               | Twice   | Bản thân | The Year of "Yes" |
| 2019 | Fancy              | Fancy You                                               | Twice   | Bản thân |                   |
| 2019 | Happy Happy        |                                                         | Twice   | Bản thân |                   |
| 2019 | Breakthrough       |                                                         | Twice   | Bản thân |                   |
| 2019 | Feel Special       | Feel Special                                            | Twice   | Bản thân |                   |
| 2020 | More&More          | More & More                                             | Twice   | Bản thân |                   |
| 2020 | Fake&True          |                                                         | Twice   | Bản thân |                   |
| 2020 | I can't stop me    | Eyes wide open                                          | Twice   | Bản thân |                   |
| 2020 | BETTER             |                                                         | Twice   | Bản thân |                   |
| 2020 | Kura Kura          |                                                         | Twice   | Bản thân |                   |
| 2021 | Alcohol-Free       | Taste of Love                                           | Twice   | Bản thân |                   |
| 2021 | Perfect World      |                                                         | Twice   | Bản thân |                   |
| 2021 | The Feels          |                                                         | Twice   | Bản thân |                   |
| 2021 | Scientist          | Formula of Love: O+T=<3                                 | Twice   | Bản thân |                   |
| 2022 | Stardust Love Song | Track 6 스물다섯 스물하나 (Twenty-Five Twenty-One OST ) |         |          |                   |

### Video âm nhạc đã xuất hiện
| Năm  | Bài hát           | Nghệ sĩ               | Vai      | Ghi chú |
| ---- | ----------------- | --------------------- | -------- | ------- |
| 2014 | Stop Stop It      | GOT7                  | Bản thân |         |
| 2014 | Feel (Jepang)     | Junho (2PM)           | Bản thân |         |
| 2015 | R.O.S.E. (Jepang) | Wooyoung (2PM)        | Bản thân |         |
| 2015 | Only You          | miss A                | Bản thân |         |
| 2016 | Fire              | Park Jin-young        | Bản thân |         |
| 2021 | Crown             | Camila Cabello & Grey | Bản thân | Cover   |

### Các bài hát tham gia viết lời/sáng tác
| Năm  | Bài hát         | Album                        | Ghi chú                                                                          |  |
| ---- | --------------- | ---------------------------- | -------------------------------------------------------------------------------- |  |
| 2017 | Eye Eye Eyes    | Signal                       | phổ lời cùng Chaeyoung                                                           |  |
| 2017 | 24/7            | Twicetagram Merry & Happy    | phổ lời cùng Nayeon                                                              |  |
| 2018 | HO!             | What Is Love? Summer Nights  |                                                                                  |  |
| 2018 | Sunset          | Yes or Yes The Year of "Yes" |                                                                                  |  |
| 2019 | Girls Like Us   | Fancy You                    | phổ lời cùng Charli XCX, Uzoechi Emenike, Dimitri Tikovoï, Maya von Doll, MNEK   |  |
| 2019 | Get Loud        | Feel Special                 | phổ lời cùng JQ                                                                  |  |
| 2019 | 21:29           | Feel Special                 | phổ lời cùng Twice Nayeon, Jeongyeon, Momo, Sana, Mina, Dahyun, Chaeyoung, Tzuyu |  |
| 2020 | Up No More      | Eyes wide open               |                                                                                  |  |
| 2021 | First Time      | Taste of Love                |                                                                                  |  |
| 2021 | Real You        | Formula of Love: O+T=<3      |                                                                                  |  |
| 2021 | 선인장 (Cactus) | Formula of Love: O+T=<3      | sáng tác cùng 희장 (COKE PARIS)                                                  |  |
| 2022 | Celebrate       | Celebrate                    | phổ lời cùng Twice Nayeon, Jeongyeon, Momo, Sana, Mina, Dahyun, Chaeyoung, Tzuyu |  |
| 2022 | Trouble         | Between 1&2                  | là lyricist, composing, producer, vocal director , background vocals             |  |